# László Domonkos
László Domonkos (Budapest, 10 ottobre 1887 – Budapest, 27 settembre 1956) è stato un calciatore ungherese, di ruolo portiere.

## Carriera

### Nazionale
Ha collezionato 21 presenze con la propria Nazionale.